# Зоопарк (радиолокационный комплекс)
«Зоопа́рк-1» (индекс ГРАУ — 1Л219М) — радиолокационный комплекс разведки и контроля стрельбы (РЛС контрбатарейной борьбы). Предназначен для разведки позиций огневых средств противника (РСЗО, артиллерийских и миномётных позиций, пусковых установок тактических ракет и комплексов ПВО), расчёта траекторий снарядов и ракет, корректировки огня дружественных огневых средств, слежения за воздушным пространством и контроля над беспилотными летательными аппаратами.

## История
Комплекс начинал разрабатываться в конце 1970-х годов в СССР на основе и на замену эксплуатировавшемуся в артиллерийских войсках комплексу АРК-1 1РЛ239 «Рысь» (Артиллерийский радиолокационный комплекс), разработанному в конце 1970-х, в связи с чем новый комплекс также был размещён на базе тягача МТ-ЛБу и имеет внешнее сходство со старым комплексом. Головной разработчик – НИИ «Стрела» (директор, главный конструктор, научный руководитель – В.И. Симачев).
ФГУП НИИ «Стрела» после распада СССР модернизировала данную разработку (в частности, были усовершенствованы программно-аппаратное обеспечение вычислителя и системы связи). Необходимо уточнить, что в СССР одновременно разрабатывались два комплекса одинакового предназначения — «Зоопарк-1» и «Зоопарк-2». Для их разработки были привлечены НИИ «Стрела», разработчик 1Л219 «Зоопарк-1», и НПК «Искра», разработчик 1Л220 «Зоопарк-2». Несмотря на увеличение порядкового номера, 1Л220 не является более новой моделью по отношению к 1Л219. 1Л219 — это один заказ, 1Л220 — это другой заказ, причем заказывались они практически одновременно. Необходимые отличия одного комплекса от другого были определены в ТТЗ на их создание. Произошедший развал Советского Союза оставил разработчиков в разных странах, где они уже независимо друг от друга продолжили работу по созданию каждый своего комплекса. По окончании разработки НПК «Искра» представило систему 1Л220У «Зоопарк-2». Комплекс был принят на вооружение ВС Украины в 2003 году, буква «У» в индексе обозначает «Украина». В 2007 году поступил на вооружение Сухопутных войск РФ
В августе 2013 года на выставке МАКС-2013 концерн ПВО «Алмаз-Антей» впервые публично продемонстрировал модернизированный радиолокационный комплекс разведки позиций ракет и артиллерии «Зоопарк-1М». Новый комплекс получил индекс 1Л260.

## Назначение
Основным назначением комплекса является разведка огневых средств противника и корректировка огня.
Боеприпасы в воздухе обнаруживаются с помощью РЛС и их траектория вычисляется, позволяя определить как точку стрельбы, так и район падения — это позволяет не только обнаруживать огневые позиции неприятеля, но и эффективно корректировать работу собственных артиллерийских систем.
Высокая производительность РЛС и вычислительного комплекса позволяет определить координаты всех огневых средств противника даже при массированном артиллерийском обстреле, дать распределённые целеуказания и уничтожить эти средства до покидания ими позиции стрельбы.
Радиолокационные станции данного типа незаменимы для миротворческих сил для контроля над соблюдением сторонами режима прекращения огня на большой территории.
Автономность комплекса и малое время развёртывания даёт возможность использовать 1Л219М с марша с одновременным развёртыванием средств поражения, что играет немаловажную роль при введении усиленных группировок войск, когда колонны техники наиболее уязвимы (при проведении миротворческих операций, в локальных войнах и т. д.). Информация передаётся на командный пункт в автоматическом режиме. Интерфейс контроля войсками позволяет осуществлять непосредственное целеуказание артиллерийским системам, создавая высокоэффективную полуавтоматическую систему обнаружения и подавления огневых точек неприятеля.
«Зоопарк» является многофункциональной РЛС, и способен выдавать управляющие сигналы беспилотным летательным аппаратам, а также следить за воздушным пространством в зоне ответственности, сопровождая различные летательные аппараты противника или гражданские воздушные суда.
Комплекс также возможно использовать для выдачи предупреждений войскам и мирному населению о миномётных и ракетных обстрелах. При этом быстрый расчёт траектории позволяет точно определить место падения боеприпаса и тем самым более точно информировать население и личный состав о характере угрозы, снижая потери от обстрелов.
Возможность быстро покинуть позицию, частотный манёвр РЛС, а также противопульная и противоосколочная защита экипажа и аппаратуры повышают боевую живучесть комплекса.

## Состав
В состав комплекса входят:

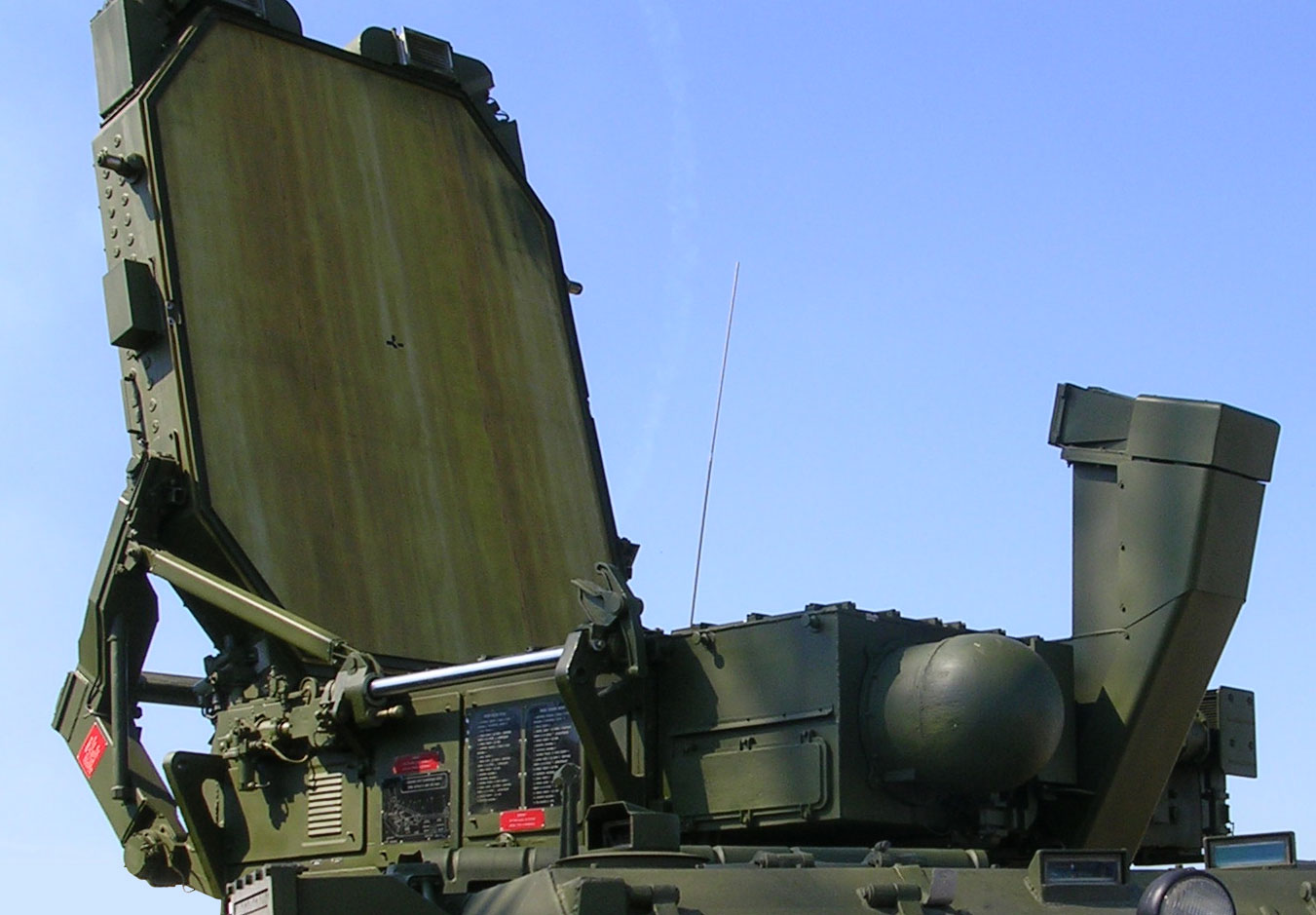
радар 1Л259

- Радиолокационная станция 1Л259 и комплект аппаратуры на шасси МТ-ЛБу;
- Комплект аппаратуры для технического обслуживания и ремонта 1И30 на автомобиле Урал-43203;
- Электростанция ЭД30-Т230П-1 РПМ1 (для учебных целей) на прицепе 2-ПН-2.

Всё необходимое для непосредственно боевой работы размещено на шасси МТ-ЛБу.

### РЛС
РЛС 1Л259 представляет собой трёхкоординатную моноимпульсную радиолокационную станцию с ФАР.
Сектор обзора комплекса составляет до 90 градусов в горизонтальной плоскости и 40 градусов по вертикали. РЛС автоматически осуществляет сканирование сектора обзора; обнаружение в полёте мин, снарядов, ракет и летательных аппаратов; сопровождение целей и траекторные вычисления. На основании совокупности полученных данных определяются координаты точек выстрела (запуска) и падения боеприпасов, тип стреляющих систем, производится целераспределение для систем поражения. Данные в автоматическом режиме поступают на командный пункт системы или непосредственно на автоматические или полуавтоматические огневые средства поражения.

### Вспомогательное оборудование
Вспомогательное оборудование комплекса состоит из МТО с необходимым оборудованием для проведения регламентных и ремонтных работ и электростанции ЭД30-Т230П-1РПМ, предназначенной для питания комплекса при проведении учебных или ремонтно-регламентных работ в мирной обстановке. В боевых условиях питание комплекса осуществляется отбором мощности у ходового двигателя транспортёра.

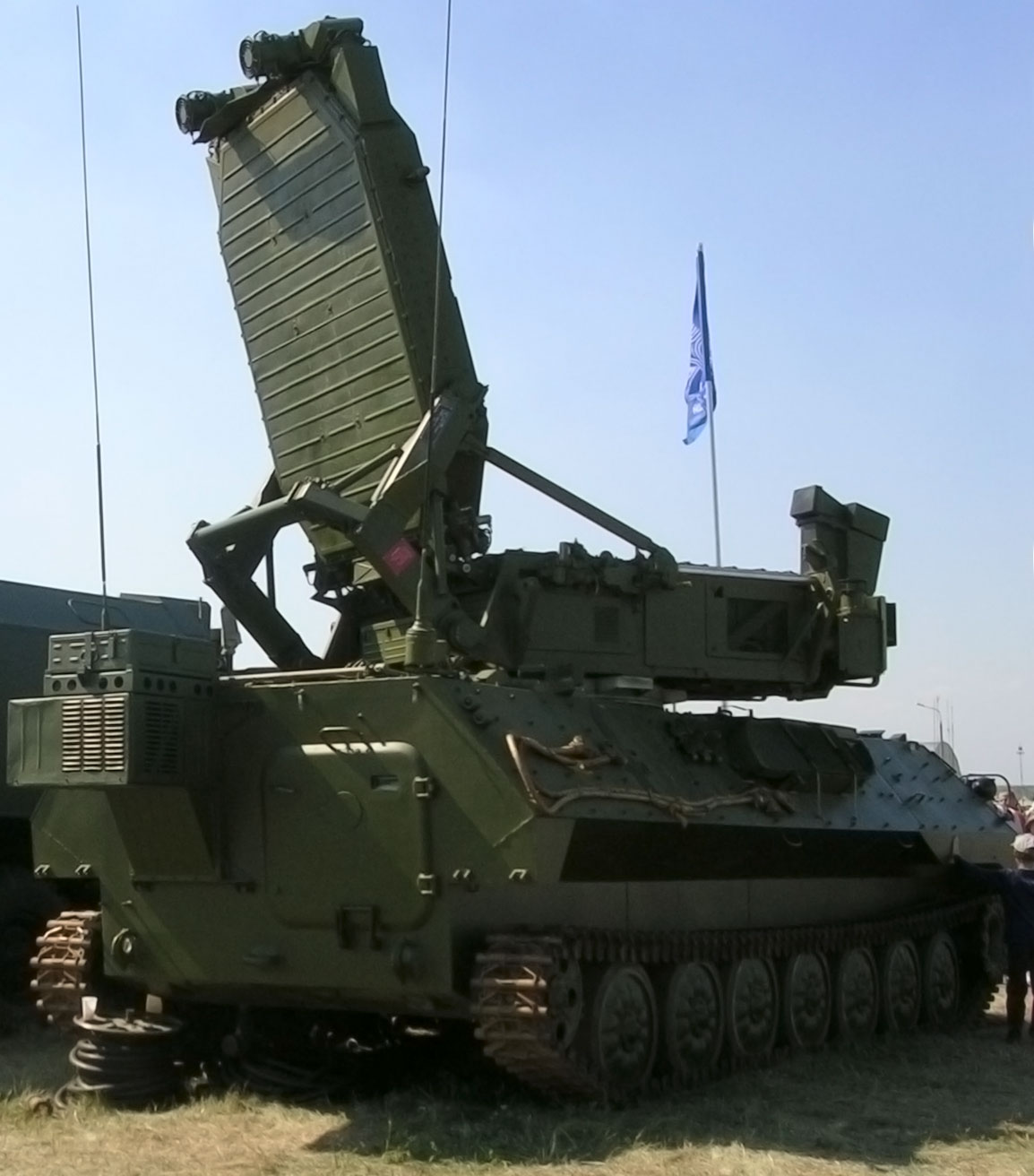
«Зоопарк», вид сзади

## Страны — эксплуатанты
- Россия — состоит на вооружении по состоянию на 2016 год.

## Экспорт
«Зоопарк» предполагается поставлять на экспорт. Начиная с 2002 года комплекс активно представляется на российских (в том числе МАКС, МВСВ и др.), и международных выставках вооружений. Тем не менее, официальных сообщений о заключённых контрактах на поставку комплексов не поступало.

## Боевое применение
В конце февраля — начале марта 2016 года в Сирию на аэродром Хмеймим были переброшены две станции 1Л219М «Зоопарк-1» для выявления фактов применения артиллерии.
Использовалась в ходе вторжения России на Украину. Некоторое количество было повреждено и уничтожено, одна самоходная РЛС 1Л261 комплекса «Зоопарк-1М» была захвачена украинской стороной в ходе контрнаступления. По данным британской разведки, по состоянию на март 2023 года, Россия потеряла как минимум шесть радиолокационных комплексов «Зоопарк-1» в ходе вторжения.